# Loxodiscus coriaceus
Loxodiscus coriaceus är en kinesträdsväxtart som beskrevs av Joseph Dalton Hooker. Loxodiscus coriaceus ingår i släktet Loxodiscus och familjen kinesträdsväxter. Inga underarter finns listade i Catalogue of Life.